# Rosemary Cárdenas
Rosemary Cárdenas es una actriz de cine, televisión y teatro colombiana. También se ha desempeñado como locutora.

## Carrera
Cárdenas inició su carrera como reina de belleza y modelo, participando en varios certámenes a nivel nacional. A mediados de la década de 1980 la televisión colombiana la vio por primera vez en el programa de concurso Compre la orquesta, conducido por el recordado Fernando González Pacheco. El famoso libretista Julio César Luna la invitó a realizar el papel protagónico en la telenovela El cacique y la diosa en 1988, pero Cárdenas no se sintió preparada para afrontar este reto y optó por personificar un papel secundario en la telenovela. A partir de entonces apareció en varias producciones para televisión en la década de 1990 como El pasado no perdona, La pantera, El último beso, Dios se lo pague y Hechizo, su primer protagónico.
En las décadas de 2000 y 2010 alternó su profesión como actriz con la locución comercial. Figuró en producciones para televisión como Amor de mis amores, Los protegidos, Escobar: el patrón del mal, Los canarios y más recientemente El Bronx.

## Filmografía destacada

### Televisión
- 1988 - El cacique y la diosa
- 1990 - El pasado no perdona
- 1992 - La pantera
- 1992 - El último beso
- 1992 - La hija de nadie
- 1994 - Paloma
- 1996 - Hechizo
- 1996 - Mascarada
- 1997 - Perfume de agonía
- 1997 - Dios se lo pague
- 2004 - Amor de mis amores
- 2008 - Los protegidos
- 2008 - Sin retorno
- 2009 - La bella Ceci y el imprudente
- 2011 - Confidencial
- 2011 - Los canarios
- 2012 - Escobar, el patrón del mal
- 2019 - El Bronx